# Georges Barré

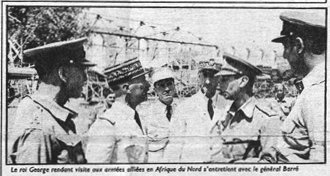
Generalleutnant Georges Barré (2.v.l.) im Gespräch mit dem britischen König Georg VI. in Nordafrika (24. Juni 1943)

Georges-Edmond-Lucien Barré (* 26. November 1886 in Saint-Aignan, Département Loir-et-Cher; † 22. Januar 1970 in Paris) war ein französischer Offizier, der zuletzt als Generalleutnant (Général de corps d’armée) zwischen 1942 und 1943 Oberkommandierender der Truppen in Französisch-Tunesien war.

## Leben
Georges-Edmond-Lucien Barré, Sohn von Philoscome-Edmond Barré und Camille Josephine Caroline Basou, absolvierte eine Offiziersausbildung und fand nach deren Abschluss zahlreiche Verwendungen als Offizier und Stabsoffizier bei den Marokkanischen Tirailleuren. Für seine Verdienste im Ersten Weltkrieg wurde er mit dem Croix de guerre 1914–1918 ausgezeichnet. Am 10. Juli 1920 wurde ihm mit Wirkung vom 15. Juni 1920 als Hauptmann (Capitaine) im 104. Infanterieregiment das Ritterkreuz der Ehrenlegion verliehen. 
Barré wurde zwischen dem 21. Februar 1931 und dem 6. April 1933 zum 3. Büro des Generalstabes abgeordnet und wurde dort am 25. September 1932 zum Oberstleutnant (Lieutenant-Colonel) befördert. Er war anschließend vom 6. April 1933 bis zum 29. Juni 1936 Chef des Stabes der Personalabteilung des Generalstabes. Er erhielt in dieser Verwendung am 17. Dezember 1933 das Offizierskreuz der Ehrenlegion. Nach seiner Beförderung zum Oberst (Colonel) am 24. Juni 1936 war er zwischen 1936 und 1938 Kommandeur des 5. Regiments der Marokkanischen Tirailleure (5e régiment de tirailleurs marocains). Kurz vor Beginn des Zweiten Weltkrieges wurde er am 30. August 1939 zunächst Chef des Stabes des XIX. Korps (19e corps d’armée). Fünf Tage später wurde er am 4. September 1939 Chef des Stabes der Südtunesischen Front und behielt diesen Posten bis zum 16. März 1940. In dieser Verwendung erfolgte am 25. Dezember 1939 seine Beförderung zum Brigadegeneral (Général de brigade). Er war zwischen dem 16. März und dem 25. Juni 1940 Kommandeur der 7. Nordafrikanischen Division (7e division d’infanterie nord-africaine), mit der er am Westfeldzug teilnahm. Nach dem Waffenstillstand von Compiègne am 22. Juni 1940 war er vom 1. Juli bis zum 28. August 1940 Kommandeur der Truppen im Département Dordogne.
Im Anschluss fungierte Brigadegeneral Barré zwischen dem 28. August und dem 2. November 1940 als Leiter der Delegation bei der italienischen Unterkommission für die Entmilitarisierung im Grenzgebiet zu Italienisch-Libyen. Im Anschluss wurde er am 2. November 1940 nach Französisch-Algerien versetzt und war dort bis zum 7. Februar 1942 Chef des Stabes der 19. Militärregion, die die Départements Algier, Constantine und Oran umfasste. In dieser Funktion erfolgte am 20. Januar 1942 seine Beförderung zum Generalmajor (Général de division). Zuletzt wurde er am 7. Februar 1942 Oberkommandierender der Truppen in Französisch-Tunesien (Commandant supérieur des troupes de Tunisie) und verblieb in dieser Verwendung bis zum 11. August 1943. Am 15. Juli 1942 wurde er mit Wirkung zum 30. Juni 1942 zum Kommandeur der Ehrenlegion ernannt. Im November 1942 besetzten die Truppen der deutsch-italienischen Achsenmächte Tunis und auch Bizerta kapitulierte. Die Streitkräfte der Achsenmächte hätten sich noch schneller des Landes bemächtigt, wenn nicht Generalmajor Barré eine kleine Streitmacht aus Chasseurs d’Afrique und Mobilgarden zusammengerafft hätte, um mit ihr bei Medjez el-Bab an der Straße nach Algerien Widerstand zu leisten. Als der deutsche General der Panzertruppe Walther Nehring ihn um freie Durchfahrt ersuchte, verweigerte sie ihm Barré und zog sich kämpfend nach Westen zurück. Am 20. November 1942 vereinigte er sich bei Oued Zarga mit einer britischen Vorhut. Nun musste sich Nehring, der selbst nur über eine Handvoll Panzer verfügte, seinerseits zurückziehen, und die Engländer stießen weiter gegen Tunis vor.
Am 25. März 1943 wurde Barré zum Generalleutnant (Général de corps d’armée) befördert. Nachdem er sich vom 11. August 1943 bis zum 26. November 1945 zur besonderen Verfügung befand, wurde er am 26. November 1945 in den Ruhestand versetzt. Für seine Verdienste im Zweiten Weltkrieg erhielt er zudem das Croix de guerre 1939–1945, das Croix de guerre des Théâtres d’opérations extérieurs sowie den US-amerikanischen Legion of Merit.

## Veröffentlichung
- Tunisie, 1942–1943, Berger-Levrault, Paris 1950

## Hintergrundliteratur
- Charles D. Pettibone: The Organization and Order of Battle of Militaries in World War II: Volume VI Italy and France Including the Neutral Countries of San Marino, Vatican, Trafford Publishing, 2010, ISBN 978-1-42694-633-2 (Online-Version)